# Michel Luzi
Pour les articles homonymes, voir Luzi.
Michel Luzi, né le 25 janvier 1929 à Nancy et mort le 13 août 1996 à Avignon, est un footballeur français qui évoluait au poste d'attaquant.

## Biographie
Après avoir joué en jeunes dans le Nord-Est de la France, à Maxéville, Nancy et Longwy, Michel Luzi rejoint le FC Grenoble en 1954.
Il se met en évidence lors de la première partie de saison, en inscrivant dix buts dans le championnat de deuxième division. Il est notamment l'auteur d'un doublé lors de la réception du Racing Besançon, puis d'un triplé lors de la venue du CA Paris.
Auréolé de ses bonnes performances avec Grenoble, il est alors recruté par le club de première division de l'Olympique de Marseille. Avec l'OM, il jouera 26 matchs de championnat, pour deux buts inscrits.
Il évolue ensuite lors de la saison 1956-1957 au RC Strasbourg, puis à l'AS Béziers de 1957 à 1959. Il inscrit un dernier doublé en Division 2 avec Béziers, sur la pelouse des Girondins de Bordeaux (4-4).
Le bilan de la carrière de Michel Luzi en championnat s'élève à 83 matchs en Division 1, pour huit buts inscrits, et 55 matchs en Division 2, pour 19 buts marqués.